# Vonckisten

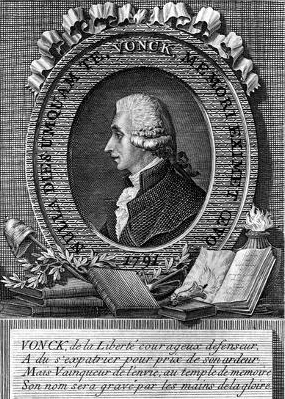
Jan Frans Vonck (1791)

De vonckisten waren een politieke fractie tijdens de Brabantse Omwenteling geleid door Jan Frans Vonck, in oppositiebeweging tegen de hervormingen van keizer Jozef II (r. 1780-1790). Zij vormden de eerder progressieve fractie tegenover de conservatieve statisten van Hendrik van der Noot. Samen zetten zij zich evenwel af tegen het beleid van Jozef II, hetgeen leidde tot de kortstondige Brabantse Omwenteling (1789-1790). Hieruit ontstond de confederale republiek van de Verenigde Nederlandse Staten (januari-december 1790).

## Geschiedenis
De vonckisten, op enkele priesters en edelen na voornamelijk leden van de nieuwe burgerij, kooplieden en intellectuelen, wilden komaf maken met het ancien régime van de standen. Zij werden hierdoor beïnvloed door Verlichtingsideeën over staatsinrichting, die tot hen kwam via de Franse encyclopedisten. De vonckisten waren democraten, wat destijds betekende dat zij als nieuwe rijke burgerij voortaan middels het censuskiesrecht wilden deelnemen aan de politieke besluitvorming. Met pamfletten en het in Herve uitgegeven tijdschrift Journal de l'Europe probeerde men de publieke opinie te beïnvloeden. De meerderheid wilde niets veranderen aan de status van religie. Doch een kleine, actieve, radicale linkervleugel, onder leiding van de Luikse advocaat Charles-Lambert Doutrepont en de Gentse advocaat Jacques Meyer, was fel antiklerikaal, overtuigd aanhanger van de Franse Revolutie en voorstander van annexatie door Frankrijk. De Brusselse groep rondom Vonck bestond onder meer uit de nationalist Jan Baptist Verlooy, pleitbezorger voor de Nederlandse taal en oprichter van het geheime genootschap Pro aris et focis, dat een opstand tegen het Oostenrijkse regime zorgvuldig voorbereidde. Financieel gesteund door de clerus, riepen de vonckisten succesvol op tot de vorming van een volksleger: uit alle delen van het land stroomden enkele duizenden goed bewapende jongemannen naar Breda, waar Hendrik van der Noot, leider van de statisten, het hoofdkwartier van zijn revolutionair comité had gevestigd. De twee oppositiepartijen besloten tot een verbond en het patriottenleger viel op 24 oktober 1789 de Zuidelijke Nederlanden binnen.
Tijdens de eerste en de tweede Franse bezetting kregen zij de macht toegespeeld. Velen van hen vond men terug in de Jakobijnenclubs. Zij staan aan de verre oorsprong van de latere liberalen.